# Sini vir
Sini vir (bulgariska: Сини вир) är ett distrikt i Bulgarien.   Det ligger i kommunen Obsjtina Kaolinovo och regionen Sjumen, i den nordöstra delen av landet, 300 km öster om huvudstaden Sofia.
Trakten runt Sini vir består till största delen av jordbruksmark. Runt Sini vir är det ganska glesbefolkat, med 42 invånare per kvadratkilometer.